# La Bandera, San Luis Potosí
La Bandera är en ort i Mexiko.   Den ligger i kommunen Tamazunchale och delstaten San Luis Potosí, i den sydöstra delen av landet, 210 km norr om huvudstaden Mexico City. La Bandera ligger 952 meter över havet och antalet invånare är 239.
Terrängen runt La Bandera är kuperad åt nordväst, men åt sydost är den bergig. La Bandera ligger uppe på en höjd. Runt La Bandera är det tätbefolkat, med 476 invånare per kvadratkilometer. Närmaste större samhälle är Tamazunchale, 13,1 km öster om La Bandera. I omgivningarna runt La Bandera växer i huvudsak städsegrön lövskog.